# 4e étape du Tour d'Italie 2004
Pour un article plus général, voir Tour d'Italie 2004.
La 4e étape du Tour d'Italie 2004 a eu lieu le 12 mai 2004 entre la ville de Porretta Terme et celle de Civitella in Val di Chiana sur une distance de 184 km. Elle a été remportée au sprint par l'Italien Alessandro Petacchi (Fassa Bortolo) devant l'Australien Robbie McEwen (Lotto-Domo) et Simone Cadamuro (De Nardi-Piemme Telekom). Gilberto Simoni (Saeco) conserve le maillot rose de leader du classement général à l'issue de l'étape.

## Classement de l'étape
| \| Classement de l'étape \| Classement de l'étape \| Classement de l'étape \| Classement de l'étape \| Classement de l'étape \| \| Coureur \| Coureur \| Pays \| Équipe \| Temps \| \| --------------------- \| --------------------- \| --------------------- \| ---------------------------------- \| --------------------- \| \| 1er \| Alessandro Petacchi \| Italie \| Fassa Bortolo \| 4 h 55 min 40 s \| \| 2e \| Robbie McEwen \| Australie \| Lotto-Domo \| + 0 s \| \| 3e \| Simone Cadamuro \| Italie \| De Nardi-Piemme Telekom \| + 0 s \| \| 4e \| Marco Zanotti \| Italie \| Vini Caldirola-Nobili Rubinetterie \| + 0 s \| \| 5e \| Fred Rodriguez \| États-Unis \| Acqua & Sapone - Caffè Mokambo \| + 0 s \| \| 6e \| Massimo Strazzer \| Italie \| Saunier Duval-Prodir \| + 0 s \| \| 7e \| Magnus Bäckstedt \| Suède \| Alessio-Bianchi \| + 0 s \| \| 8e \| Aliaksandr Usau \| Biélorussie \| Phonak Hearing Systems \| + 0 s \| \| 9e \| Alejandro Borrajo \| Argentine \| Ceramica Panaria-Margres \| + 0 s \| \| 10e \| Graziano Gasparre \| Italie \| De Nardi-Piemme Telekom \| + 0 s \| |                     |             |                                    |                 |
| |                     |             |                                    |                 |
| |                     |             |                                    |                 |
| Classement de l'étape |                     |             |                                    |                 |
| Coureur | Coureur             | Pays        | Équipe                             | Temps           |
| 1er | Alessandro Petacchi | Italie      | Fassa Bortolo                      | 4 h 55 min 40 s |
| 2e | Robbie McEwen       | Australie   | Lotto-Domo                         | + 0 s           |
| 3e | Simone Cadamuro     | Italie      | De Nardi-Piemme Telekom            | + 0 s           |
| 4e | Marco Zanotti       | Italie      | Vini Caldirola-Nobili Rubinetterie | + 0 s           |
| 5e | Fred Rodriguez      | États-Unis  | Acqua & Sapone - Caffè Mokambo     | + 0 s           |
| 6e | Massimo Strazzer    | Italie      | Saunier Duval-Prodir               | + 0 s           |
| 7e | Magnus Bäckstedt    | Suède       | Alessio-Bianchi                    | + 0 s           |
| 8e | Aliaksandr Usau     | Biélorussie | Phonak Hearing Systems             | + 0 s           |
| 9e | Alejandro Borrajo   | Argentine   | Ceramica Panaria-Margres           | + 0 s           |
| 10e | Graziano Gasparre   | Italie      | De Nardi-Piemme Telekom            | + 0 s           |

## Classement général
L'étape s'étant terminé au sprint, pas de changement au classement général de l'épreuve. L'Italien Gilberto Simoni (Saeco) porte toujours le maillot rose de leader. Il devance son coéquipier et compatriote Damiano Cunego de treize secondes et l'Ukrainien Yaroslav Popovych (Landbouwkrediet-Colnago) de vingt-et-une secondes.
| \| Classement général \| Classement général \| Classement général \| Classement général \| Classement général \| \| Coureur \| Coureur \| Pays \| Équipe \| Temps \| \| ------------------ \| ------------------ \| ------------------ \| ---------------------------------- \| ------------------ \| \| 1er \| Gilberto Simoni \| Italie \| Saeco \| 19 h 09 min 38 s \| \| 2e \| Damiano Cunego \| Italie \| Saeco \| + 13 s \| \| 3e \| Yaroslav Popovych \| Ukraine \| Landbouwkrediet-Colnago \| + 21 s \| \| 4e \| Franco Pellizotti \| Italie \| Alessio-Bianchi \| + 29 s \| \| 5e \| Gerhard Trampusch \| Autriche \| Acqua & Sapone - Caffè Mokambo \| + 41 s \| \| 6e \| Giuliano Figueras \| Italie \| Ceramica Panaria-Margres \| + 45 s \| \| 7e \| Dario Cioni \| Italie \| Fassa Bortolo \| + 52 s \| \| 8e \| Serhiy Honchar \| Ukraine \| De Nardi-Piemme Telekom \| + 58 s \| \| 9e \| Stefano Garzelli \| Italie \| Vini Caldirola-Nobili Rubinetterie \| + 1 min 05 s \| \| 10e \| Eddy Mazzoleni \| Italie \| Saeco \| + 1 min 06 s \| |                   |          |                                    |                  |
| |                   |          |                                    |                  |
| |                   |          |                                    |                  |
| Classement général |                   |          |                                    |                  |
| Coureur | Coureur           | Pays     | Équipe                             | Temps            |
| 1er | Gilberto Simoni   | Italie   | Saeco                              | 19 h 09 min 38 s |
| 2e | Damiano Cunego    | Italie   | Saeco                              | + 13 s           |
| 3e | Yaroslav Popovych | Ukraine  | Landbouwkrediet-Colnago            | + 21 s           |
| 4e | Franco Pellizotti | Italie   | Alessio-Bianchi                    | + 29 s           |
| 5e | Gerhard Trampusch | Autriche | Acqua & Sapone - Caffè Mokambo     | + 41 s           |
| 6e | Giuliano Figueras | Italie   | Ceramica Panaria-Margres           | + 45 s           |
| 7e | Dario Cioni       | Italie   | Fassa Bortolo                      | + 52 s           |
| 8e | Serhiy Honchar    | Ukraine  | De Nardi-Piemme Telekom            | + 58 s           |
| 9e | Stefano Garzelli  | Italie   | Vini Caldirola-Nobili Rubinetterie | + 1 min 05 s     |
| 10e | Eddy Mazzoleni    | Italie   | Saeco                              | + 1 min 06 s     |

## Classements annexes
| Classement par points | Classement par points | Classement par points | Classement par points              | Classement par points |
| Coureur               | Coureur               | Pays                  | Équipe                             | Points                |
| --------------------- | --------------------- | --------------------- | ---------------------------------- | --------------------- |
| 1er                   | Alessandro Petacchi   | Italie                | Fassa Bortolo                      | 51 pts                |
| 2e                    | Damiano Cunego        | Italie                | Saeco                              | 45 pts                |
| 3e                    | Robbie McEwen         | Australie             | Lotto-Domo                         | 34 pts                |
| 4e                    | Marco Zanotti         | Italie                | Vini Caldirola-Nobili Rubinetterie | 26 pts                |
| 5e                    | Gilberto Simoni       | Italie                | Saeco                              | 25 pts                |

| Classement par points | Classement par points | Classement par points | Classement par points              | Classement par points |
| Coureur               | Coureur               | Pays                  | Équipe                             | Points                |
| --------------------- | --------------------- | --------------------- | ---------------------------------- | --------------------- |
| 1er                   | Alessandro Petacchi   | Italie                | Fassa Bortolo                      | 51 pts                |
| 2e                    | Damiano Cunego        | Italie                | Saeco                              | 45 pts                |
| 3e                    | Robbie McEwen         | Australie             | Lotto-Domo                         | 34 pts                |
| 4e                    | Marco Zanotti         | Italie                | Vini Caldirola-Nobili Rubinetterie | 26 pts                |
| 5e                    | Gilberto Simoni       | Italie                | Saeco                              | 25 pts                |

| Classement de la montagne | Classement de la montagne | Classement de la montagne | Classement de la montagne | Classement de la montagne |
| Coureur                   | Coureur                   | Pays                      | Équipe                    | Points                    |
| ------------------------- | ------------------------- | ------------------------- | ------------------------- | ------------------------- |
| 1er                       | Gilberto Simoni           | Italie                    | Saeco                     | 16 pts                    |
| 2e                        | Damiano Cunego            | Italie                    | Saeco                     | 13 pts                    |
| 3e                        | Fabian Wegmann            | Allemagne                 | Gerolsteiner              | 12 pts                    |
| 4e                        | Alexandre Moos            | Suisse                    | Phonak Hearing Systems    | 10 pts                    |
| 5e                        | Renzo Mazzoleni           | Italie                    | Tenax                     | 10 pts                    |

| Classement de la montagne | Classement de la montagne | Classement de la montagne | Classement de la montagne | Classement de la montagne |
| Coureur                   | Coureur                   | Pays                      | Équipe                    | Points                    |
| ------------------------- | ------------------------- | ------------------------- | ------------------------- | ------------------------- |
| 1er                       | Gilberto Simoni           | Italie                    | Saeco                     | 16 pts                    |
| 2e                        | Damiano Cunego            | Italie                    | Saeco                     | 13 pts                    |
| 3e                        | Fabian Wegmann            | Allemagne                 | Gerolsteiner              | 12 pts                    |
| 4e                        | Alexandre Moos            | Suisse                    | Phonak Hearing Systems    | 10 pts                    |
| 5e                        | Renzo Mazzoleni           | Italie                    | Tenax                     | 10 pts                    |

| Classement Intergiro | Classement Intergiro | Classement Intergiro | Classement Intergiro         | Classement Intergiro |
|                      | Coureur              | Pays                 | Équipe                       | Temps                |
| -------------------- | -------------------- | -------------------- | ---------------------------- | -------------------- |
| 1er                  | Alessandro Vanotti   | Italie               | De Nardi-Piemme Telekom      | en 12 h 50 min 9 s   |
| 2e                   | Crescenzo D'Amore    | Italie               | Acqua & Sapone-Caffè Mokambo | + 10 s               |
| 3e                   | Mariano Piccoli      | Italie               | Lampre                       | + 14 s               |
| 4e                   | Marlon Pérez         | Colombie             | Colombia-Selle Italia        | + 18 s               |
| 5e                   | Renzo Mazzoleni      | Italie               | Tenax                        | + 18 s               |
| modifier             |                      |                      |                              |                      |

| Classement par équipes | Classement par équipes         | Classement par équipes | Classement par équipes |
| Équipe                 | Équipe                         | Pays                   | Temps                  |
| ---------------------- | ------------------------------ | ---------------------- | ---------------------- |
| 1re                    | Saeco                          | Italie                 | 57 h 03 min 26 s       |
| 2e                     | Alessio-Bianchi                | Italie                 | + 1 min 29 s           |
| 3e                     | Ceramica Panaria-Margres       | Italie                 | + 2 min 01 s           |
| 4e                     | Lampre                         | Italie                 | + 2 min 02 s           |
| 5e                     | Acqua & Sapone - Caffè Mokambo | Italie                 | + 3 min 07 s           |

| Classement par équipes | Classement par équipes         | Classement par équipes | Classement par équipes |
| Équipe                 | Équipe                         | Pays                   | Temps                  |
| ---------------------- | ------------------------------ | ---------------------- | ---------------------- |
| 1re                    | Saeco                          | Italie                 | 57 h 03 min 26 s       |
| 2e                     | Alessio-Bianchi                | Italie                 | + 1 min 29 s           |
| 3e                     | Ceramica Panaria-Margres       | Italie                 | + 2 min 01 s           |
| 4e                     | Lampre                         | Italie                 | + 2 min 02 s           |
| 5e                     | Acqua & Sapone - Caffè Mokambo | Italie                 | + 3 min 07 s           |